# 查亚维查亚县
查亚维查亚县（Kabupaten Jayawijaya）是印度尼西亚高地巴布亚省的首府，行政中心瓦梅纳（Wamena），下设12个区（Kecamatan）和117个村（其中1个为kelurahan，116个为kampung）。政府首脑John Wempi Wetipo。

## 历史
查亚维查亚地区与外界隔离，1950年代开始陆续有传教士前来传教。
1954年4月20日，一支来自美国的传教队伍抵达巴列姆山谷，他们修建了一条简易跑道以起降飞机，这条简易跑道现在发展成了瓦梅纳机场。
荷兰人于1958年开始统治该地区，直到1969年与印尼政府签署协议撤出。
查亚维查亚县（Kabupaten Jayawijaya）由印尼议会通过1969年第12号法令设立，当时是西伊里安省唯一一个不沿海的县。

## 地理

### 地形
全县位于海拔1500-2000米的冲击山谷巴列姆山谷地区。巴列姆河（印尼语：Sungai Balliem）穿过本县。
查亚维查亚山脉（英语：Jayawijaya Mountains）是毛克山脉的一部分。山脉顶部有积雪，由于全球变暖，积雪也越来越少。

### 气候
气温在14.5℃-24.5℃之间变化。
年平均降雨量1900毫米，平均每个月有16天降雨。一年之中各月降雨较平均，难以区分雨季和旱季。最多降雨月份是3月，最少是7月。

## 行政区划
查亚维查亚县共分为12个区（Kecamatan），其下再设117个村（其中1个为kelurahan，116个为kampung）。
| 区               | 人口 2010年人口普查 |
| ---------------- | ------------------- |
| 瓦梅纳（Wamena） | 62,552              |
| Asolokobal       | 15,349              |
| Walelagama       | 11,181              |
| Hubikosi         | 17,495              |
| Pelebaga         | 10,220              |
| Asologaima       | 37,535              |
| Musatfak         | 7,209               |
| Kuruku           | 24,732              |
| Bolakme          | 7,175               |
| Wollo            | 3,068               |
| Yalengga         | 2,244               |

2008年，印尼议会通过法案批准中曼伯拉莫县、雅利摩县、兰尼查亚县、恩杜加县四个县从查亚维查亚县分设，原有39个区的查亚维查亚县仅剩12个。
另外有计划从本县分出一个巴布亚省直辖的巴列姆山谷市（印尼语：Kota Lembah Baliem）

## 人口与文化
查亚维查亚县2010年人口普查统计有196,085人，查亚维查亚县的人口自然增长率相比印尼其他地区较低，其中一个原因是大部分母亲不愿意有两个以上的孩子。
当地习俗鼓励一夫多妻制，猪是女子的主要嫁妆。

## 经济
农业是查亚维查亚县主要经济来源，主要种植红薯、芋头、玉米等作物，这些作物也是当地人日常生活中的主食。
查亚维查亚县政府曾经大量进口卷心菜、胡萝卜等蔬菜，蔬菜作物在当地推广种植后以满足自给需求，并向其他县出口蔬菜。
巴列姆山谷土地肥沃，当地已引入水稻种植。目前查亚维查亚县开始尝试咖啡在本县的种植。

## 交通

### 公路
公路通往邻县，山体滑坡经常发生。

### 航空
瓦梅纳机场位于首府瓦梅纳，有飞往省会查亚普拉和邻县小城镇的航班。

## 资料来源
1. 1 2  .   [2017-01-07]. （原始内容存档于2017-01-27）.
2. ↑  Biro Pusat Statistik, Jakarta, 2011.